# Scytalopus superciliaris
A Scytalopus superciliaris a madarak osztályának verébalakúak (Passeriformes) rendjébe és a fedettcsőrűfélék (Rhinocryptidae) családjába tartozó faj.

## Rendszerezése
A fajt Jean Cabanis német ornitológus írta le 1883-ban.

## Alfajai
- Scytalopus superciliaris santabarbarae Nores, 1986
- Scytalopus superciliaris superciliaris Cabanis, 1883[2]

## Előfordulása
Az Andok keleti részén, Argentína és Bolívia területén honos. Természetes élőhelyei a szubtrópusi és trópusi hegyi esőerdők. Állandó, nem vonuló faj.

## Megjelenése
Testhossza 10 centiméter.

## Természetvédelmi helyzete
Az elterjedési területe nagy, egyedszáma pedig stabil. A Természetvédelmi Világszövetség Vörös listáján nem fenyegetett fajként szerepel.